# Ignition
Az Ignition a The Offspring albuma. Az Epitaph Records kiadásában jelent meg 1992. október 16-án.

## A számok
1. Session
2. We Are One
3. Kick Him When He's Down
4. Take It Like A Man
5. Get It Right
6. Dirty Magic
7. Hypodermic
8. Burn It Up
9. No Hero
10. L.A.P.D.
11. Nothing From Something
12. Forever And A Day

## A zenekar
1. Énekes, gitáros: Bryan "Dexter" Holland
2. Gitáros: Noodles
3. Basszusgitáros: Greg Kriesel
4. Dobos: Ron Welty

Felvéve Westbeach Recorderssnál Hollywoodban. Asszisztensek: Donnell Cameron and Joe Peccerillo.

## Külső hivatkozások
- Epitaph Records
- Ha zenét akarsz hallgatni